# Dorfkirche Merz

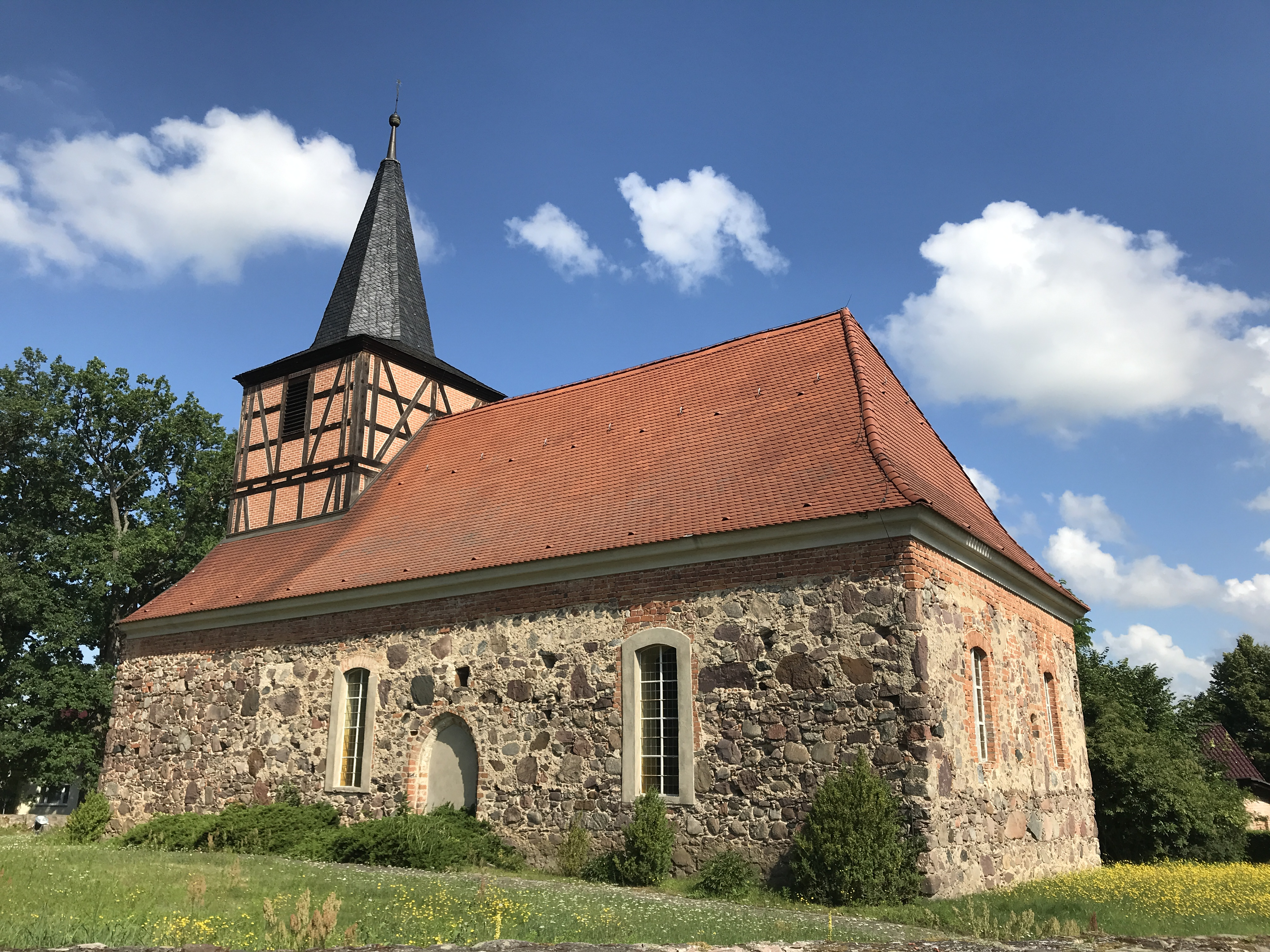
Dorfkirche Merz

Die evangelische Dorfkirche Merz ist eine Feldsteinkirche in Merz, einem Gemeindeteil von Ragow-Merz im Landkreis Oder-Spree im Land Brandenburg. Die Kirchengemeinde gehört zum Kirchenkreis Oderland-Spree der Evangelischen Kirche Berlin-Brandenburg-schlesische Oberlausitz.

## Lage
Die Kreisstraße 6718 führt als Eichenallee von Südwesten kommend in nordöstlicher Richtung durch den Ort. Im historischen Dorfzentrum umspannt der von ihr nach Süden abzweigende Kirchweg eine ellipsenförmige Fläche. Dort steht die Kirche auf einem Grundstück, das mit einer Mauer aus unbehauenen und nicht lagig geschichteten Feldsteinen eingefriedet ist.

## Geschichte
Das genaue Baudatum der Kirche ist bislang nicht bekannt. Das Brandenburgische Landesamt für Denkmalpflege und Archäologische Landesmuseum (BLDAM) spricht in seiner Denkmaldatenbank lediglich von einem spätgotischen Bau, der im 18. Jahrhundert restauriert wurde. Weitere Instandsetzungsarbeiten im Innenraum fanden 1964 statt. Im Jahr 1995 wurden Dach und Kirchturm saniert.

## Baubeschreibung

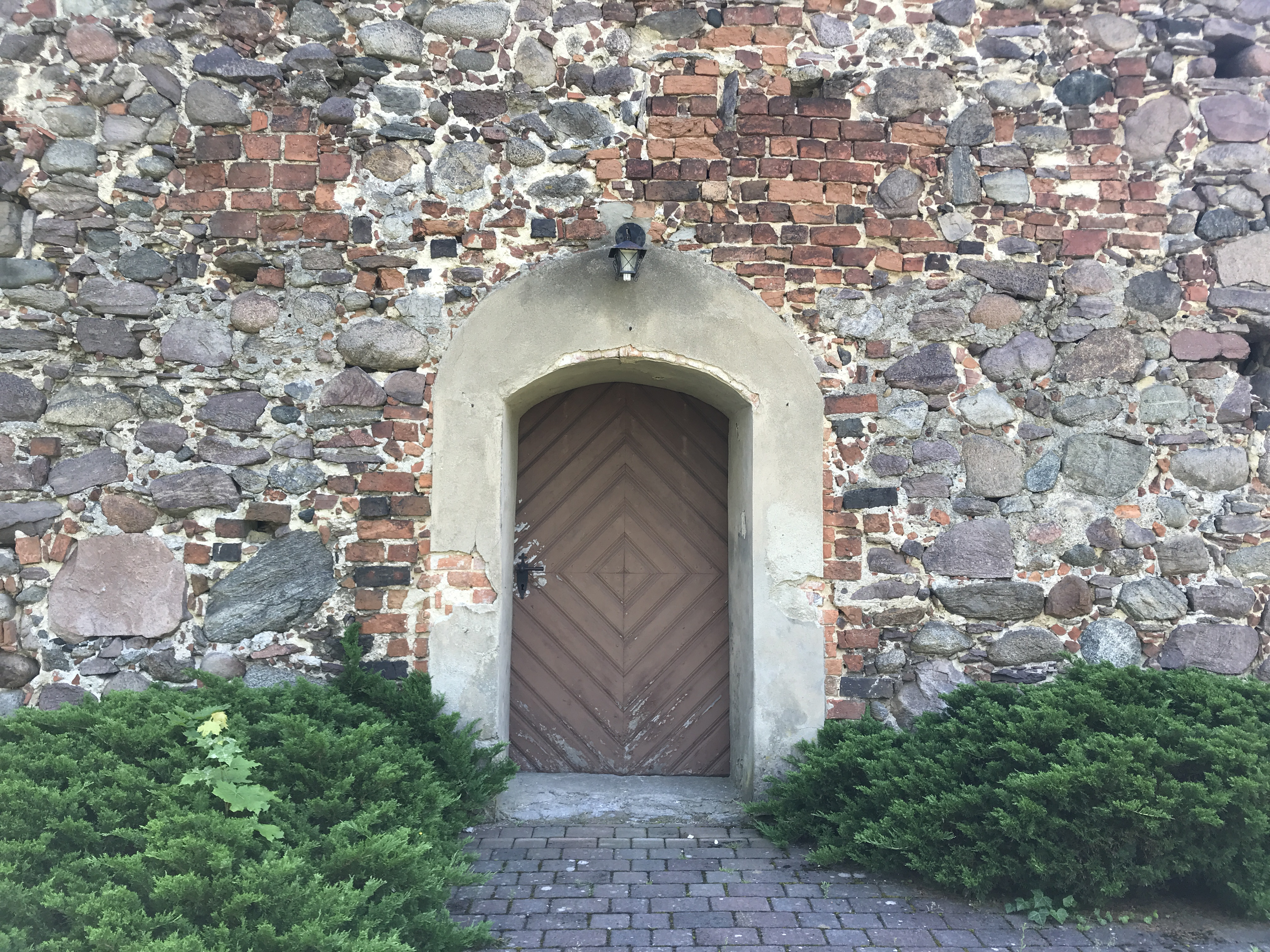
Westportal

Das Bauwerk entstand im Wesentlichen aus unbehauenen und nicht lagig geschichteten Feldsteinen, während bei Ausbesserungsarbeiten vorwiegend rötlicher Mauerstein zum Einsatz kam. Der Chor ist gerade und nicht eingezogen. An der Ostseite sind zwei segmentbogenförmige Fenster, deren Laibung aus Mauerstein erstellt wurde. Mittig sind die zugesetzten Reste eines weiteren Fensters erkennbar. Es ist daher denkbar, dass das Bauwerk zur Bauzeit ursprünglich mit einer Dreifenstergruppe versehen war. Zu einem späteren Zeitpunkt wurde das mittlere Fenster zugesetzt und die beiden äußeren Öffnungen „barock“ vergrößert.
Das Kirchenschiff hat einen rechteckigen Grundriss. An der Nordseite sind zwei große, ebenfalls segmentbogenförmige Fenster, deren Form durch aufgeputzte Faschen nochmals betont werden. Mittig befindet sich eine kleine, zugesetzte Pforte. An der Südseite gibt es ebenfalls zwei große Fenster sowie mittig ein zugesetztes Südportal.
Der Kirchturm hat einen rechteckigen Grundriss und nimmt die volle Schiffsbreite auf. An seiner Westseite ist ein gedrückt-segmentbogenförmiges Portal in einer ebenfalls verputzten Fasche. Seitlich und oberhalb sind erhebliche Ausbesserungsarbeiten mit Mauersteinen unterschiedlicher Ziegelgröße erkennbar. Die Giebelwand sowie der Kirchturm wurden aus Fachwerk erstellt; das Gefach aus Mauersteinen. An den drei zugänglichen Seiten ist je eine hochrechteckige Klangarkade. Darüber erhebt sich der achtfach geknickte und verschieferte Turmhelm, der mit Turmkugel und Wetterfahne abschließt.

## Ausstattung

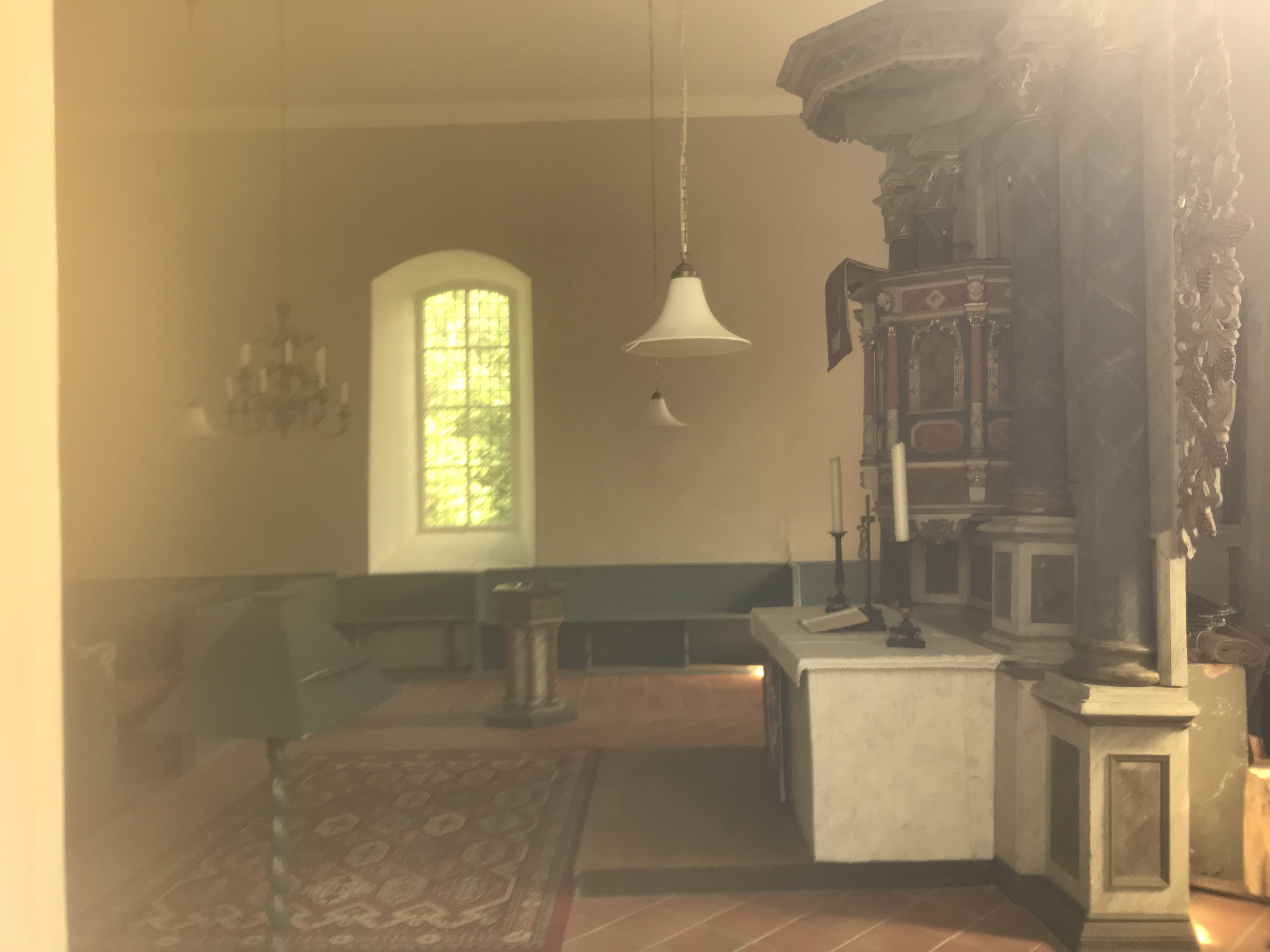
Blick ins Kirchenschiff

Der Kanzelaltar wurde im Stil des Spätbarocks erschaffen und besitzt einen Kanzelkorb aus der ersten Hälfte des 17. Jahrhunderts. Er wird von vier Säulen flankiert. Oberhalb ist ein Schalldeckel mit einer Strahlensonne. Die sechsseitige Fünte steht auf toskanischen Säulen und stammt in etwa aus derselben Epoche. Ein Grabstein erinnert an G. v. Bölnitz, der 1689 starb.
Auf der Westempore steht eine Orgel, die Carl August Buchholz in der Zeit um 1830 errichtete. Das Instrument wurde um 1875 von Wilhelm Remler umgebaut und im Jahr 2005 von der Firma Sauer restauriert. Das Instrument verfügt über neun Register auf einem Manual und Pedal.
Südwestlich des Bauwerks erinnert ein Denkmal an die Gefallenen aus dem Ersten Weltkrieg.